# 서울 동국대학교 구 본관(석조관)
서울 동국대학교 구 본관은 서울특별시 중구, 동국대학교 내에 있는 건물이다. 2018년 9월 13일 대한민국의 등록문화재 지정 예고를 거쳐, 2018년 11월 6일 대한민국의 등록문화재 제735호로 등록되었다. 석조관, 명진관이라고도 한다.

## 지정 사유
서울 동국대학교 구 본관(석조전)은 1958년 건립된 건물로 당시 우리나라를 대표하는 건축가 중의 한 사람인 송민구에 의해 설계된 고딕풍 건물이며, 전체적으로 평면은 중앙부를 중심으로 좌우 대칭성을 강조하고 외부는 석재로 마감하는 등 당시 대학 본관으로서의 상징성을 잘 표현해 주고 있다.